# Barrie Jones (Mediziner)
Barrie Russell Jones (* 4. Januar 1921 in Silverstream, nahe Wellington, Neuseeland; † 19. August 2009 in Tauranga, Neuseeland) war ein britisch-neuseeländischer Mediziner und Professor für Augenheilkunde an der University of London.

## Leben
Er studierte Physik und Chemie am Victoria College in Wellington, dann Medizin an der University of Otago in Dunedin, wo er sich bei Rowland Wilson auf Augenheilkunde spezialisierte. Ab 1951 war er in London in der Abteilung für Augenheilkunde am Moorfields Eye Hospital tätig und am damals neu gegründeten Institute of Ophtalmology bei Stewart Duke-Elder. Seit 1963 war er Professor für Augenheilkunde an der University of London. In der Zeit von 1965 bis 1977 führte er im Iran Forschungen zur Übertragung des Bakteriums Chlamydia trachomatis durch. Dieses Bakterium löst eine als Trachom bezeichnete Augenentzündung aus, die damals in Entwicklungsländern häufig zur Erblindung führte. 1981 gab er seinen bisherigen Lehrstuhl auf, um an der London University das International Centre for Eye Health zu gründen; dieses leitete er bis zu seinem Ruhestand 1986. Ziel dieser Einrichtung war die Verbesserung der augenmedizinischen Behandlungsmöglichkeiten in Entwicklungsländern. Die deutliche Reduzierung der Anzahl von Trachom-bedingten Erblindungen gilt als wichtigstes Verdienst von Jones.
Vor seiner Hinwendung zur vorbeugenden Augenheilkunde war er für die Einführung neuer mikrochirurgischer Operationstechniken unter Verwendung des Mikroskops bekannt. Speziell befasste er sich mit Chirurgie der Augenlider und Mikrochirurgie des Tränenkanalsystems (Dakryo-Zystorhinostomie, DCR).
1987 erhielt er den König-Faisal-Preis für Medizin für seine Verdienste in der Begründung der vorbeugenden Augenheilkunde. 1990 erhielt er die Gonin-Medaille des International Council of Ophtalmology. Er war Ehrenmitglied des Australasian College of Surgeons. 2004 erhielt er den Global Achievement Award der International Agency for the Preventment of Blindness. 1985 erhielt er die Auszeichnung CBE. Im Alter von 81 Jahren kehrte er nach Neuseeland zurück. Barrie Jones war verheiratet und hatte vier Kinder.

## Werke
- (mit Chandler R. Dawson und M. L. Tarizzo): Guide to trachoma control in programmes for the prevention of blindness. Genf 1981, ISBN 92-4-154157-1.